# Artur Jorge (ur. 1972)
Artur Jorge Torres Gomes Araújo Amorim (ur. 1 stycznia 1972 w Bradze) – portugalski piłkarz występujący na pozycji środkowego obrońcy, trener piłkarski, od 2025 roku prowadzi katarski Al-Rayyan.
Jego syn Artur Jorge również jest piłkarzem.